# Jiangning (sockenhuvudort i Kina, Jiangsu Sheng, lat 31,87, long 118,60)
Jiangning (kinesiska: 江宁, 江宁街道) är en sockenhuvudort i Kina. Den ligger i provinsen Jiangsu, i den östra delen av landet, omkring 29 kilometer sydväst om provinshuvudstaden Nanjing. Antalet invånare är 90 830. Befolkningen består av 44 821 kvinnor och 46 009 män. Barn under 15 år utgör 9,0 %, vuxna 15-64 år 78 %, och äldre över 65 år 11,0 %.
Runt Jiangning är det mycket tätbefolkat, med 1 956 invånare per kvadratkilometer. Jiangning är det största samhället i trakten. Trakten runt Jiangning består till största delen av jordbruksmark.
Genomsnittlig årsnederbörd är 1 385 millimeter. Den regnigaste månaden är juli, med i genomsnitt 242 mm nederbörd, och den torraste är december, med 38 mm nederbörd.